# رونالد نيوم
رونالد نيوم (بالإنجليزية: Ronald Neame) (و. 1911 – 2010 م) هو مخرج أفلام، وكاتب سيناريو، ومصور سينمائي، ومنتج أفلام، وكاتب بريطاني، ولد في لندن، توفي في لوس أنجلوس، عن عمر يناهز 99 عاماً، بسبب سقوط.

## التعليم
تعلم في University College School ‏، وHurstpierpoint College ‏.

## جوائز وترشيحات
حصل على جوائز منها:
جوائز
- جائزة زمالة الأكاديمية البريطانية لفنون السينما والتلفزيون (1996)

ترشيحات
- جائزة الأوسكار لأفضل كتابة
- جائزة الأوسكار لأفضل كتابة، عن عمل: الآمال العظيمة

ترشح لـ:
- جائزة الأوسكار لأفضل كتابة "سيناريو مقتبس"، عن عمل: مقابلة وجيزة
- جائزة الأوسكار لأفضل كتابة "سيناريو مقتبس"، عن عمل: توقعات عظيمة
- Academy Award for Best Special Effects [الإنجليزية]‏، عن عمل: One of Our Aircraft Is Missing [الإنجليزية]‏.

## وصلات خارجية
- رونالد نيوم على موقع IMDb (الإنجليزية)
- رونالد نيوم على موقع ألو سيني (الفرنسية)
- رونالد نيوم على موقع ميوزك برينز (الإنجليزية)
- رونالد نيوم على موقع تيرنر كلاسيك موفيز (الإنجليزية)
- رونالد نيوم على موقع أول موفي (الإنجليزية)
- رونالد نيوم على موقع قاعدة بيانات الأفلام السويدية (السويدية)
- رونالد نيوم على موقع إن إن دي بي (الإنجليزية)
- رونالد نيوم على موقع قاعدة بيانات الفيلم (الإنجليزية)
- رونالد نيوم على موقع كينوبويسك (الروسية)